# Alexandre Lacombe
Alexandre Lacombe, né en 1966, était le président délégué du Football Club Sochaux-Montbéliard depuis le 1er juillet 2008, après avoir travaillé 19 ans pour Peugeot dont il a progressivement gravi les échelons.
Lacombe succède au fantasque Jean-Claude Plessis et impose un style beaucoup plus discret et austère.
Il annonce sa démission du club le 19 février 2013, quelques jours après une victoire du Football Club Sochaux-Montbéliard contre le Paris Saint Germain. Il est actuellement membre du conseil de l'équipe de France.